# Dorcadion pseudolineatocolle
Dorcadion pseudolineatocolle là một loài bọ cánh cứng trong họ Cerambycidae.